# Peircy Brett
Pour les articles homonymes, voir Brett.
Peircy Brett, né en 1709 et mort le 14 octobre 1781 à Beckenham, est un officier de la Royal Navy.

## Biographie
Il est le fils de Peircy Brett, un maître dans la Marine et rejoint la Royal Navy comme volontaire vers 1725. Promu lieutenant le 6 décembre 1734, il est nommé sur le HMS Falkland. En juillet 1738, il est transféré sur le HMS Adventure puis, plus tard la même année sur le HMS Gloucester, l'un des navires qui naviguent sous les ordres du commodore George Anson dans le Pacifique en septembre 1740.
En février 1741, il est transféré sur le navire d'Anson, le HMS Centurion comme sous-lieutenant, et à ce titre, il commande l'équipe de débarquement qui saccage et brûle Paita en novembre 1741. Après la capture du navire du trésor espagnol Nuestra Señora de Covadonga, il est promu premier lieutenant.
Le 30 septembre 1743, Anson le nomme post-captain du Centurion lorsque de ses absences à Canton. Une fois revenu en Angleterre, à l'arrivée du Centurion à Spithead le 15 juin 1744, l'Amirauté refuse de confirmer la promotion de Brett au poste de capitaine. Cependant, le 29 décembre 1744, la date de la commission initiale (30 septembre 1743) est confirmée par un nouveau conseil d'amirauté dont Anson est membre.
Pendant le soulèvement jacobite, Brett entre en action le 9 juillet 1745, lorsqu'en tant que capitaine du HMS Lion, il échange des tirs avec les navires français Elizabeth et Du Teillay. Le Du Teillay transportait à l'époque Charles Edward Stuart en Écosse avec des fournitures et des fonds pour soutenir sa cause. Le Lion subit de graves dommages et doit abandonner la poursuite. Brett commande ensuite le HMS Yarmouth en 1747 dont lors de la première bataille du cap Finisterre en mai 1747 pendant la Guerre de Succession d'Autriche.
En 1748, la version officielle d'Anson de son voyage autour du monde est publiée. En plus de détailler l'expédition, elle contient une grande quantité d'informations utiles pour les futurs navigateurs et quarante-deux cartes et gravures détaillées, la plupart basées sur des dessins de Brett,. En 1752, Brett commande le yacht royal Royal Caroline pour un voyage transportant le roi George II en Allemagne, pour lequel il reçoit le titre de chevalier. Il est nommé capitaine responsable de tous les yachts royaux en 1754 et élu député de Queenborough la même année.
Un nouveau navire de ligne de 80 canons, le HMS Cambridge, est mis en service en janvier 1756. Brett en est son premier capitaine, amenant avec lui son choix d'officiers mariniers et de contremaîtres de la flotte de yachts royaux. Malgré sa mise en service, le Cambridge nécessite plusieurs mois d'équipement pour le service en mer et n'est toujours pas en état de naviguer lorsque la guerre avec la France est déclarée en mai 1756. Brett est contraint d'attendre jusqu'en décembre pour que le navire soit déclaré apte à prendre la mer.
Les ordres de Brett sont de rejoindre l'escadron occidental de l'amiral Edward Boscawen pour protéger les intérêts britanniques sur la North America and West Indies Station. Ayant finalement pris la mer, il constate que son navire est lent et lourd, avec une tendance à gîter par vent fort. Il a également été contraint de faire face à une maladie généralisée parmi son équipage. La maladie s'est propagée si rapidement parmi l'équipage que le navire doit revenir à Plymouth après seulement un an en mer afin que les malades puissent être évacués vers les hôpitaux locaux. Le 5 novembre 1758, Brett obtient un nouveau poste de flag captain pour l'amiral Anson à bord du HMS Royal George de 100 canons. Il démissionne de cette commission dix jours plus tard et revient à son ancien rôle de capitaine des yachts royaux.
Promu contre-amiral en 1762,lorsque la paix est déclarée en 1764, il retourne au service à bord du vieux navire Centurion d'Anson et stationne en Méditerranée. Il est nommé au Conseil d'Amirauté en tant que Senior Naval Lord dans le ministère Chatham sous Edward Hawke en décembre 1766, exerçant ses fonctions jusqu'au 28 février 1770. Il est promu vice-amiral le 18 octobre 1770 et, ayant démissionné de sa circonscription de Queensborough en 1774, il est nommé amiral le 29 janvier 1778. Il vit Clock House à Beckenham dans le Kent, ; où il meurt le 14 octobre 1781. Il est inhumé dans St George's Church, Beckenham. Il était marié à Henrietta Colby ; le couple a eu deux fils, morts en bas âge, et une fille.